# Sidmouth
Sidmouth est une station balnéaire de 14 400 habitants située sur la côte sud-ouest de l’Angleterre dans le comté de Devon, à une vingtaine de kilomètres de la ville d’Exeter. Construite à l’embouchure de la rivière Sid, dans une région rurale, elle vit essentiellement du tourisme.
Sidmouth accueille chaque année un festival de musique folk au début du mois d’août, le Sidmouth Festival. 

## Histoire
Sidmouth apparaît dans le Domesday Book sous le nom de Sedemuda, qui signifie "bouche du Sid". Comme beaucoup de ces villages, c'était à l'origine un village de pêcheurs.
Bien que des tentatives aient été faites pour construire un port, aucune n'a réussi. Le manque d'abris dans la baie a empêché la croissance du port. L'effort le plus concerté fut une tentative de courte durée dans les années 1830 à l'ouest du front de mer ; cela comprenait la construction du chemin de fer du port de Sidmouth le long du front de mer et dans un tunnel aux falaises à l'est qui devait transporter la pierre de Hook Ebb. Seules quelques traces du chemin de fer et du tunnel subsistent aujourd'hui.
Sidmouth est resté un village jusqu'à ce que la mode des stations balnéaires côtières se développe dans les périodes géorgienne et victorienne des 18e et 19e siècles. Un certain nombre de bâtiments géorgiens et Regency subsistent encore. En 1819, le fils de George III, Edward, le duc de Kent, sa femme et sa petite fille (la future reine Victoria) sont venus passer quelques semaines à Woolbrook Glen. En moins d'un mois, il était mort d'une maladie. La maison devint plus tard le Royal Glen Hotel ; une plaque sur un mur extérieur enregistre la visite. En 1874, Sidmouth a été reliée au réseau ferroviaire par une ligne secondaire à partir de Sidmouth Junction, qui faisait escale à Ottery St Mary et Tipton St John. Elle a été démantelée en 1967 à la suite de l'accident de la hache de Beeching.
Le 18 août 1875, le Somerset County Cricket Club a été fondé par une équipe d'amateurs lors d'une réunion à Sidmouth, immédiatement après un match contre une équipe locale.
En 2008, un millionnaire canadien, Keith Owen, qui était en vacances dans la ville et prévoyait prendre sa retraite, a légué environ 2,3 millions de livres à la société civile de la collectivité, la Sid Vale Association, en apprenant qu'il ne lui restait que quelques semaines à vivre à cause du cancer du poumon. Le legs a été utilisé comme fonds de capital pour générer un dividende annuel d'environ £120.000 pour des projets communautaires.

## Géographie
Sidmouth se trouve à l'embouchure de la rivière Sid dans une vallée entre Peak Hill à l'ouest et Salcombe Hill à l'est. Elle est entourée par la région de Devon Est, d'une beauté naturelle exceptionnelle, et se trouve sur la côte jurassique, un site du patrimoine mondial et le sentier de la côte Sud-Ouest. La roche de couleur rouge indique les conditions arides de la période géologique triasique.
L'érosion des falaises à l'est de l'embouchure de la rivière demeure une grave préoccupation, menaçant les habitations et le sentier côtier,.
La vaste esplanade est une caractéristique importante depuis l'époque de la Régence. Une série de tempêtes du sud-ouest au début des années 1990 a emporté une grande partie de la plage de galets qui protégeait la maçonnerie. Une série d'îles rocheuses artificielles a été construite pour protéger le front de mer, et des tonnes de cailloux ont été acheminées par camion pour remplacer la plage.

## Transport
Sidmouth est à 12 milles de la M5 à Exeter de la jonction 30, on accède ensuite à Sidmouth par la route côtière A3052. Un service de bus régulier est assuré par Stagecoach jusqu'à toutes les demi-heures à partir d'Exeter, puis le bus continue toutes les heures jusqu'à Honiton ou Seaton. Depuis la fermeture du Sidmouth Railway en 1967, les gares les plus proches sont Feniton, Honiton ou Whimple, toutes situées sur la ligne West of England. Feniton est la plus proche de ces stations, à huit milles de distance.
Sidmouth était dans la circonscription parlementaire d'Honiton depuis sa récréation en 1885 jusqu'à son abolition en 1997, depuis lors, elle est dans la circonscription d'East Devon.

## Personnalités liées
- John Ambrose Fleming FRS (1849-1945), physicien et ingénieur électricien anglais, y est mort ;
- James Bryce, 1er vicomte Bryce, (1838-1922), juriste, historien et homme politique britannique originaire d'Irlande, y est mort ;
- Clara Collet (1860-1948), réformatrice sociale, économiste, sociologue, statisticienne et écrivaine britannique, y est morte ;
- Sir Donald Currie (1825-1909), armateur et homme politique, y est mort ;
- James Currie (1756-1805), médecin écossais, y est mort ;
- Alexander Duff (1806-1878) missionnaire chrétien de l’Église presbytérienne d’Écosse, y est mort ;
- Francis Fulford (1803-1868), le premier évêque anglican de Montréal, y est né ;
- Sir Edmund Leach (1910-1989), anthropologue, y est né ;
- Ethel Sargant (1863–1918), botaniste britannique, y est morte ;
- William Saville-Kent (1845-1908), biologiste marin, y est né.

## Jumelage
- Le Locle (Suisse)

## Film tourné à Sidmouth
- 1984/1985 : Permeke d'Henri Storck et Patrick Conrad.